# 구조촌
구조촌(일본어: 九条村)은 일본 오사카부 니시나리군에 설치되었던 촌이다. 현재의 오사카시 니시구에 해당한다.

## 역사
- 1889년 4월 1일 - 정촌제 시행에 따라 니시나리군 구조촌이 발족.
- 1897년 4월 1일 - 오사카시 제1차 시역 확장에 따라, 니시구에 편입됨.
- 1925년 신설된 미나토구 소속이 됨.
- 1943년 구의 경계 변경으로 니시구 소속이 됨.